# Carl Theodor Eben
Carl Theodor Eben, amerikanisiert Charles Theodore Eben (* 5. Februar 1836 in Ravensburg; † 11. Dezember 1909 in Philadelphia) war ein deutscher Schriftsteller und Übersetzer.

## Leben und Werk

1. Seite von Carl Theodor Ebens Übersetzung aus dem Jahre 1864 von Edgar Allan Poes Der Rabe.

Eben wanderte als 17-Jähriger 1853 in die Vereinigten Staaten aus, wo er sich nach Jahren des Reisens 1860 in Philadelphia niederließ. Dort war er als Schriftsteller und Sprachlehrer tätig. 1874 siedelte er nach New York über und arbeitete in der Redaktion des Sonntagsblattes der deutschsprachigen New Yorker Staats-Zeitung, außerdem arbeitete er weiter als Sprachlehrer.
Eben veröffentlichte mehrere Bücher über Personen, geschichtliche und politische Ereignisse in den USA, so 1865 eine Biografie über Abraham Lincoln, den 16. Präsidenten der USA oder 1866 über den Amerikanischen Bürgerkrieg. Alle seine Bücher erschienen in den USA auf Deutsch.
Von Eben stammen auch frühe deutsche Übersetzungen einiger Gedichte von Edgar Allan Poe. So veröffentlichte er 1864 in seinem Band Vier amerikanische Gedichte Übertragungen von Poes Die Glocken, Lenore und Der Rabe. Im selben Band findet sich die Übertragung eines Gedichtes von James Russell Lowells. Darüber hinaus übertrug er 1871 Alfred Lord Tennysons Gedicht Locksley Hall.

## Werke (Auswahl)
- Vier amerikanische Gedichte. Frederick Leypoldt, Philadelphia 1864 (Digitalisat)
- Das Leben Abraham Lincolns, des sechzehnten Präsidenten der Vereinigten Staaten. John E. Potter, Philadelphia 1865 (Digitalisat)
- Geschichte des Bürgerkrieges in den Vereinigten Staaten. Jones & Co., Philadelphia 1866 (Digitalisat)
- Eben's Sprachmeister. Handbuch der englischen Sprache für den Schul- und Selbstunterricht. Zickel, New York 1890 (Digitalisat)